# Espata

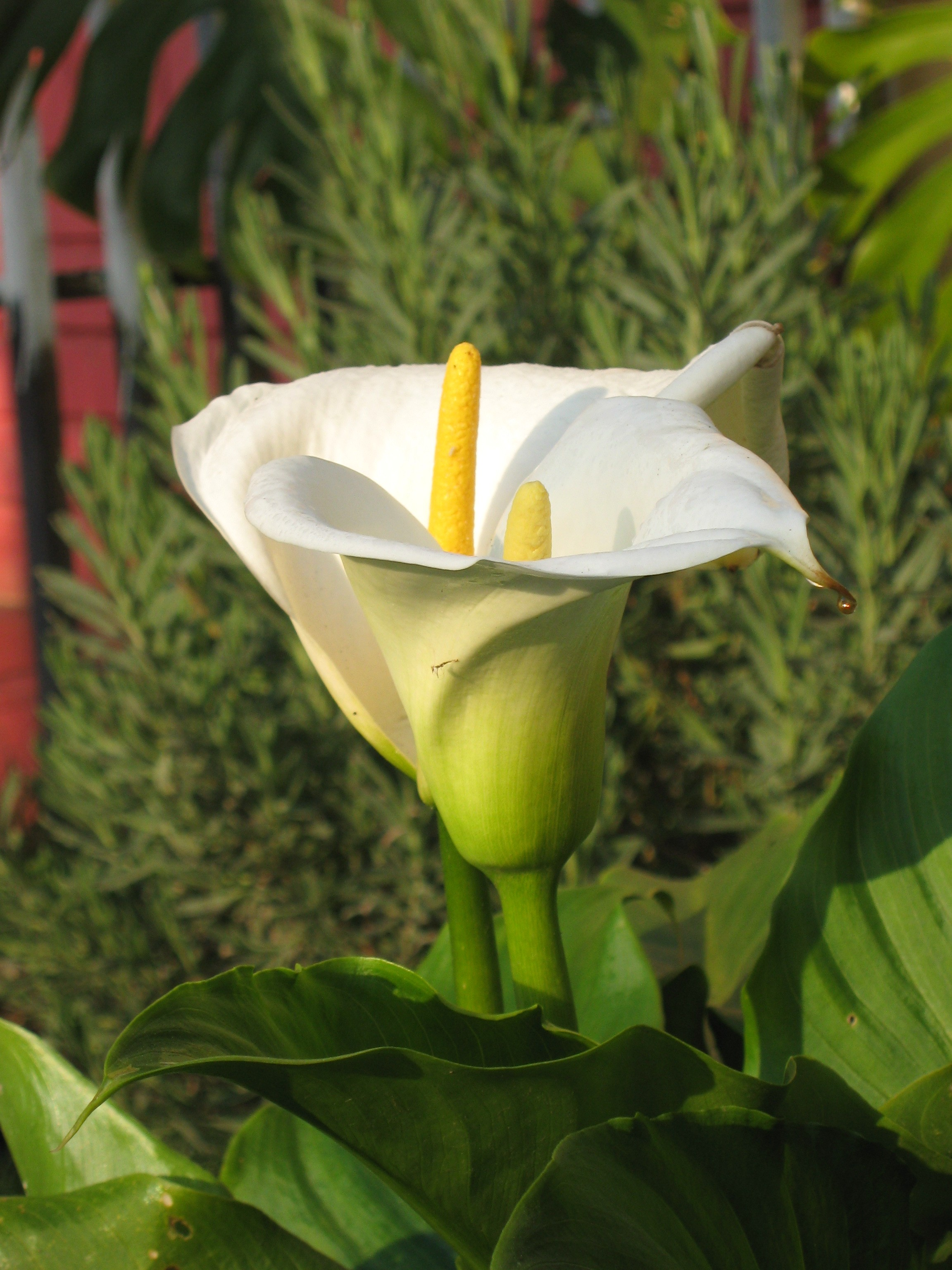

En botánica, una espata es una bráctea amplia y a veces coloreada que envuelve a una inflorescencia. La espata aparece en algunas monocotiledóneas con inflorescencia de tipo espádice como en las familias Arecaceae y Araceae.
En las palmeras la espata es a menudo de consistencia bastante dura. En las aráceas la espata suele presentar una apariencia petaloidea, haciendo que toda la inflorescencia tenga la apariencia de una sola flor.